# Ядерные методы геофизического исследования скважин
Я́дерные ме́тоды геофизи́ческого иссле́дования сква́жин — один из наиболее эффективных способов для определения целого ряда параметров, мало поддающихся измерению с помощью электрических методов каротажа (естественная радиоактивность, объёмная плотность,  содержание водорода, элементный состав, зольность углей).
Кроме того, ядерные методы возможно использовать не только в открытом (не обсаженном трубами) стволе скважины, но и в закрытом, когда многие электрические методы принципиально неприменимы.

## История методов и предпосылки

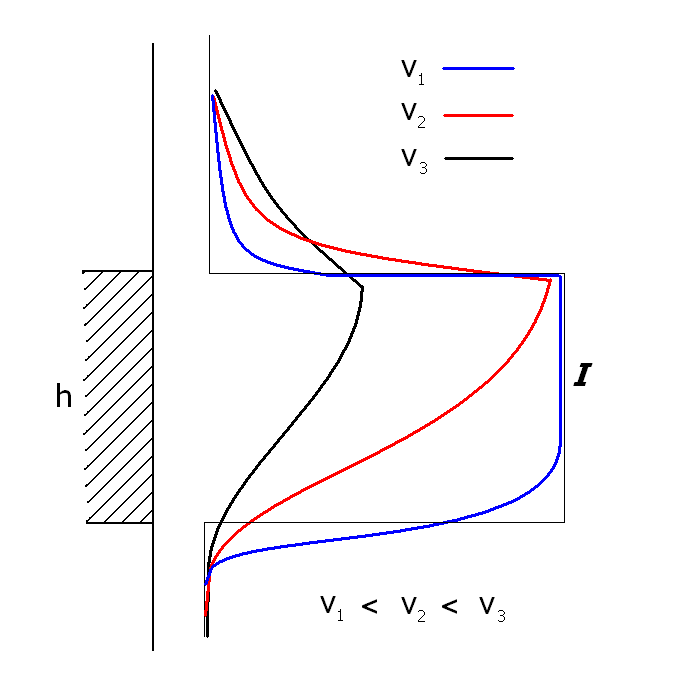
Зависимость аномалии гамма-каротажа от скорости передвижения геофизического зонда

В земной коре существует огромное количество естественных радиоактивных элементов, особенно в кислых и осадочных породах. Эти элементы могут быть и сами по себе полезными ископаемыми (радий, калийные соли, содержащие K-40), а могут быть и признаками других полезных ископаемых (радиоактивные примеси есть в углях, а радий редко встречается в природе отдельно от урана, поэтому служит признаком его наличия при поисках месторождений урана).
Ядерные методы, по понятным причинам, используют не все виды ядерных реакций. Например, принципиально не может существовать альфа-каротаж в скважине, так как у альфа-частиц крайне низкая проникающая способность (свободный пробег в воздухе составляет около 10 см, в листе фольги — меньше микрона). Бета-каротаж тоже практически неприменим, так как и у бета-частиц низкая проникающая способность. В силу этого, реальное распространение получили реакции, связанные только с нейтронами и гамма-квантами, которые имеют огромную проникающую способность. Самыми распространёнными являются методы: ГК, ГГК, НГК, ННК, ИННК и их разновидности, однако существуют и могут применяться и другие. Среди них можно встретить такие виды каротажа: НАК (нейтронно-активационный), ГНК (гамма-нейтронный), рентгенорадиометрический и другие.
Ядерный, как и любой другой каротаж, зависит от скорости спуска-подъёма геофизического зонда. Если зонд имеет слишком большую скорость перемещения, он может просто не успевать измерять меняющиеся параметры, а для ядерных методов это особенно актуально, так как многие ядерные реакции идут часами. Более того, нашли своё применение и раздельные измерения, когда второе измерение проводят в той же самой скважине, тем же самым прибором с той же самой скоростью, но спустя довольно продолжительное время, пока не завершатся все инициированные под землёй ядерные реакции.

## Гамма-методы
Данные методы могут регистрировать как естественную радиоактивность пород, так и искусственную, созданную в скважине перед измерением.

### ГК (гамма-каротаж)
Для регистрации естественного гамма-излучения применяют метод, который называется ГК (гамма-каротаж). Суть метода заключается в следующем: в ствол скважины на геофизическом кабеле опускают зонд, который состоит только из детектора гамма-излучения. Детектор преобразует попавшие в него гамма-кванты в электрический сигнал и сигнал по кабелю передаётся на поверхность, где его анализируют. Чем больше гамма-квантов, тем больше показания, то есть зависимость прямо пропорциональная. Соответственно, самые высокие показания наблюдаются у гамма-радиоактивных пород.
Метод ГК тоже можно применять как в закрытом стволе (скважине, обсаженной обсадными трубами), так и в открытом (пробурённой скважине, но ещё без труб). Это возможно благодаря высокой проникающей способности гамма-квантов.
Детектор — основной элемент зонда, чаще всего делают на основе ФЭУ. Реже встречаются другие конструкции.
Принципиально с помощью ГК можно решить следующие задачи:
- Литологическое расчленение разреза на пласты. Интенсивность гамма-излучения отличается у разных пластов пород, так как в них содержится разное количество радиоактивных элементов. Наибольшие показания у породы, содержащей калий-40, радий и другие радиоактивные элементы; отдельно следует упомянуть граниты и глины, содержащие большое их количество. Минимальные значения наблюдаются у карбонатов и чистых песчаников, углей, пород гидрохимического происхождения, хемогенных осадков (ангидритов, гипсов, галита).
- Определение глинистости горных пород. Опытным путём установлено, что для песчано-глинистых пород содержание глины (глинистость) прямо пропорционально гамма-активности.
- Спектрометрия гамма-излучения. Разные элементы излучают гамма-кванты различных энергий. По этому параметру можно отличить одни элементы в породе от других.

Но из всего перечисленного выше, ГК — это прежде всего оценка глинистости. Именно глина для ГК — это надёжный опорный горизонт.

### ГГК (гамма-гамма-каротаж)
Данным методом измеряется искусственная радиоактивность (гамма-излучение) горных пород вокруг скважины.
Суть метода отражается его названием: буквы «ГГ» означают, что породу сначала облучают гамма-излучением, а в ответ тоже регистрируют только гамма-излучение, даже если там присутствуют и другие виды излучения. Ответное гамма-излучение позволяет более эффективно измерять параметры породы, нежели его естественное излучение, которое без искусственного облучения могло и отсутствовать.
Первоначально в ствол скважины опускают геофизический зонд. На интересующем участке скважины породу облучают гамма-излучением, и она становится радиоактивной. В ответ порода излучает новые гамма-кванты, которые и регистрируются зондом. По этой причине зонд включает в себя и источник гамма-квантов, и детектор (аналогичен тому, что используется в методе ГК). Между ними помещают свинцовый экран-прослойку, чтобы источник не мешал своим собственным излучением детектору. Благодаря экрану детектор регистрирует излучение только от породы и не взаимодействует с источником.

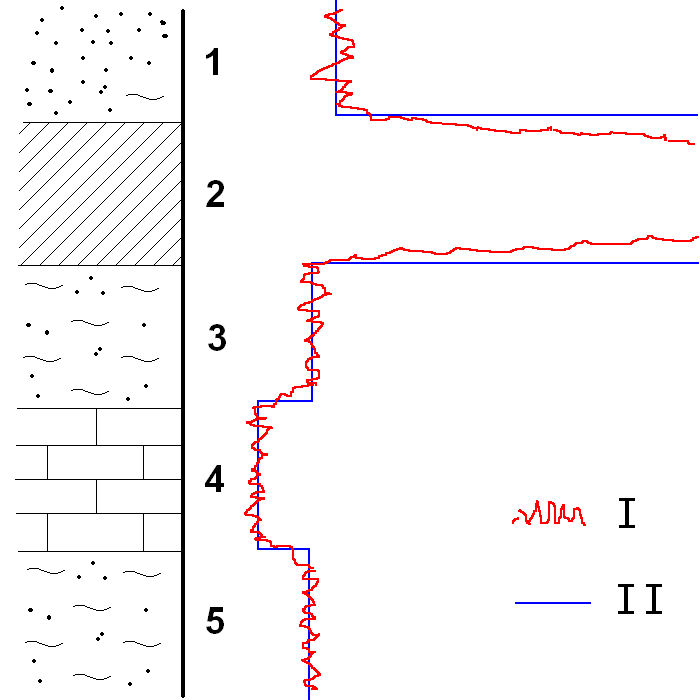
Схематическая диаграмма ГГК-П. I — наблюдённая кривая, II — теоретическое поле. Породы: 1 — песчаник; 2 — уголь; 3 и 5 — глины, суглинки; 4 — известняк. Плотный известняк характеризуется низкими значениями, а низкоплотный уголь — аномально высокими

Попадающие в породу гамма-кванты воздействуют на неё по-разному. Основными для геофизики являются следующие виды взаимодействия квантов с веществом:
- фотоэффект (происходит на внутренних электронных оболочках атомов), энергия квантов должна быть менее 0,5 МэВ
- эффект Комптона (происходит на внешних электронных оболочках атомов), энергия квантов должна быть выше 0,5 МэВ, но меньше 1,02 МэВ
- образование электрон-позитронных пар, энергия кванта должна быть выше 1,02 МэВ (то есть больше, чем удвоенная масса электрона)

Есть и другие, менее существенные виды взаимодействия, такие как ядерный фотоэффект. В зависимости от того, какой из них проявил основное влияние при измерениях, реально выделяют два вида ГГК:
- ГГК-П (плотностной гамма-каротаж), когда показания характеризуются в основном по комптоновскому эффекту, сильно зависящему от плотности породы
- ГГК-С (селективный гамма-каротаж, он же Z-ГГК), когда показания характеризуются в основном фотоэффектом, зависящим от порядкового номера элементов в таблице Менделеева

ГГК-П применяют на нефтяных и газовых месторождениях, так как плотность породы напрямую связана с её пористостью, а хорошие нефтегазоносные коллекторы как раз и отличаются высокой пористостью. ГГК-П можно применять и на угольных месторождениях, но это связано с тем, что угольный пласт всегда имеет плотность меньшую, чем окружающие его породы.
ГГК-С применяют на рудных и угольных месторождениях. С его помощью, например, определяют зольность углей. Чистый уголь состоит из углерода, порядковый номер которого (z — число Менделеева) в периодической таблице равен 6, а негорючие примеси в угле, обычно, состоят из кремнезёма и глины, средний порядковый номер которых 12-13 единиц. На рудных месторождениях, соответственно, определяют порядковый номер металла, который содержится в руде.

## Нейтронные методы
Естественного — природного — нейтронного излучения не существует. Поэтому простого нейтронного каротажа, аналогичного гамма-каротажу, тоже не существуют. Нейтронные виды каротажа работают только с помощью искусственно созданного нейтронного излучения. По этой же причине эти методы классифицируют иначе, нежели гамма-методы. Вдобавок, измеренные показания, в отличие от гамма-методов, зависят не только от характера взаимодействия, но и от продолжительности облучения. Поэтому методы делят на две большие группы:
- собственно нейтронные методы, когда породу облучают непрерывным потоком нейтронов
- импульсные нейтронные методы, когда породу облучают короткими нейтронными вспышками

Нейтроны могут по-разному взаимодействовать с веществом, через которое они проходят. Поэтому каждая из этих групп делится и по характеру взаимодействия нейтронов с облучаемой породой. Основные виды взаимодействия нейтронов с веществом следующие:
- Неупругое рассеяние
- Упругое рассеяние
- Радиационный захват

Геофизический зонд для нейтронного каротажа обязательно включает в себя источник нейтронов, например, содержащий самопроизвольно распадающийся Cf-252. Источник нейтронов, помимо самопроизвольно делящихся элементов, может работать и на искусственно созданных реакциях, так как они позволяют получить нейтроны с большей энергией. Например, поток нейтронов можно получить при реакций дейтерия и трития или бериллия с альфа-частицей:
- {\displaystyle {}_{1}^{2}{\textrm {H}}+{}_{1}^{3}{\textrm {H}}\rightarrow {}_{2}^{4}{\textrm {He}}+{}_{0}^{1}{\textrm {n}}}
- {\displaystyle {}_{4}^{9}{\textrm {Be}}+{}_{2}^{4}{\textrm {He}}\rightarrow {}_{6}^{12}{\textrm {C}}+{}_{0}^{1}{\textrm {n}}}

### НГК (нейтронный гамма-каротаж)

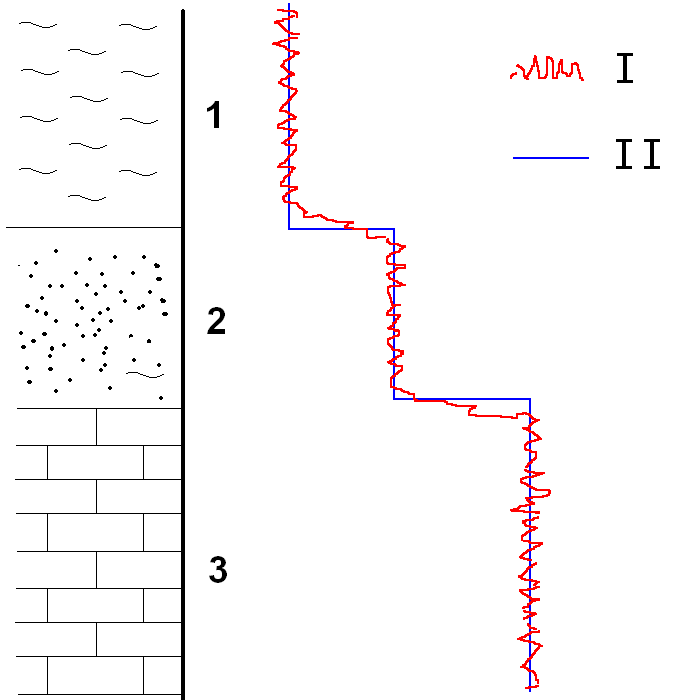
Схематическая диаграмма НГК. I — наблюдённая кривая, II — теоретическое поле. Породы: 1 — глины; 2 — песчаник; 3 — известняк. В глине всегда содержится большое количество связанной воды в порах (до 44 %). В плотном известняке воды и других содержащих водород веществ практически нет.

Суть метода отражена в его названии (буквы НГ): породу облучают постоянным потоком нейтронов, а в ответ регистрируют образовавшееся гамма-излучение. Соответственно геофизический зонд состоит из источника нейтронов, а также детектора гамма-квантов, как в методе ГК.
Быстрые нейтроны, после многочисленных соударений с атомами лёгких элементов, теряют часть своей энергии и замедляются до тепловых энергий (около 0,025 эВ). Показания метода, по этой причине, в основном зависят от содержания водорода в исследуемой среде. Это свойство позволяет детектировать как нефть, так и воду в коллекторах. Вдобавок, НГК позволяет отчасти измерять минерализацию пластовых вод, так как они содержат хлор, который повышает вторичное гамма-излучение. Также метод подходит для литологического расчленения скважины и определения мощности пластов.
Следует упомянуть реакцию НГК на глины. Несмотря на то, что глина — классический водоупор, который практически не пропускает воду, в ней присутствует огромное количество субкапиллярных пор, которые уже заполнены так называемой связанной водой, которая не в состоянии покинуть глину из-за поверхностного натяжения, водородных связей и других факторов. По этой причине внешне практически сухая глина даёт аномально низкие показания.
Недостатком НГК является то, что он зависит от конструкции скважины. Во-первых, содержащийся в скважине буровой раствор — тоже водородосодержащий посредник, вносящий весомую долю в измерения. Учитывая непостоянный диаметр скважины и, как следствие, разную толщину «прослойки» бурового раствора между стенкой скважины и геофизическим зондом, наличие этого раствора учитывать очень тяжело. Во-вторых, тот же буровой раствор содержит в себе соль, в которой есть хлор. Как уже отмечалось выше, хлор способствует увеличению вторичного гамма-излучения.

### ННК (нейтрон-нейтронный каротаж)

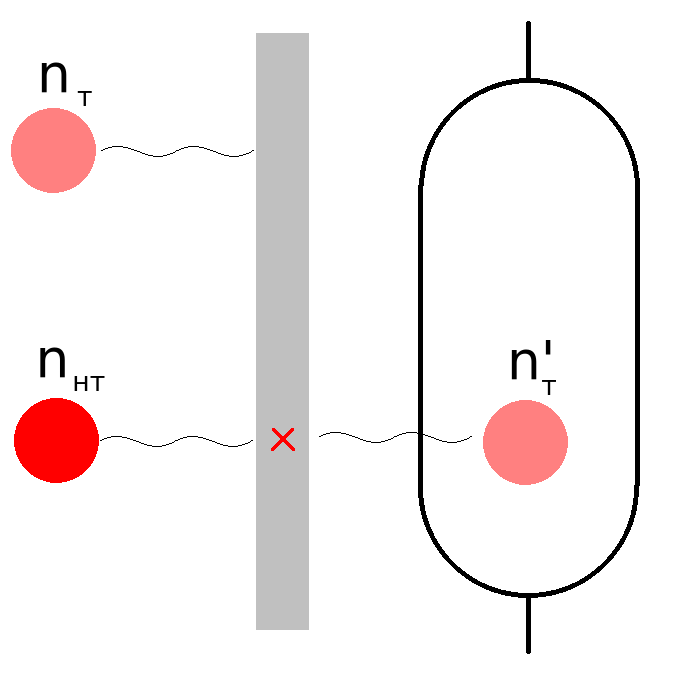
Тепловой нейтрон сталкивается с парафиновым экраном и не в состоянии его преодолеть, а надтепловой нейтрон проходит через парафин и попадает в детектор, но уже в качестве теплового.

В данном методе породу облучают постоянным потоком нейтронов, в ответ тоже регистрируют ответный поток нейтронов. Последние могут быть двух видов: тепловые (со сравнительно низкой энергией) и надтепловые (с повышенной энергией). Поэтому различают два вида ННК:
- ННК-Т — нейтрон-нейтронный каротаж по тепловым нейтронам
- ННК-НТ — нейтрон-нейтронный каротаж по надтепловым нейтронам

При проведении ННК-Т измеряют изменившуюся плотность потока тепловых нейтронов, вылетевших из зонда. Эта плотность зависит и от замедляющих нейтроны свойств среды, и от поглощающих их свойств. Фактически это означает, что ННК-Т измеряет водородосодержание среды и наличие элементов-поглотителей, у которых высокое сечение захвата тепловых нейтронов. Поэтому ННК-Т выдаёт такие же результаты, как и НГК.
ННК-НТ заключается в измерении плотности потока надтепловых нейтронов (у них энергия от 0,5 эВ до 20 кэВ). Эта плотность уже практически не зависит от поглощающих свойств среды и ей можно определять только водородосодержание. Это основное преимущество ННК-НТ. Любопытный факт: некоторое время каротаж по надтепловым нейтроном считался технически невозможным из-за того, что надтепловые нейтроны сложно фиксировать отдельно от тепловых, если они идут в одном потоке. Решение данной проблемы оказалось простым: в геофизическом зонде для ННК-НТ помещают детектор не надтепловых нейтронов, а тепловых, но помещают его в оболочку из парафина. Так как парафин имеет очень высокое водородосодержание, он непреодолим для тепловых нейтронов, если они идут в одном потоке с надтепловыми. Поэтому через парафиновый заслон проходят только надтепловые нейтроны из среды, а тепловые в детектор попасть не могут. При этом прошедшие надтепловые нейтроны замедляются в парафине и превращаются в обычные тепловые, которые детектор и регистрирует. Благодаря этому, измеряя поток более простых тепловых нейтронов, фактически регистрируют количество надтепловых нейтронов, так как зарегистрированные тепловые нейтроны «только что» были надтепловыми.

### ИННК (импульсный нейтрон-нейтронный каротаж)

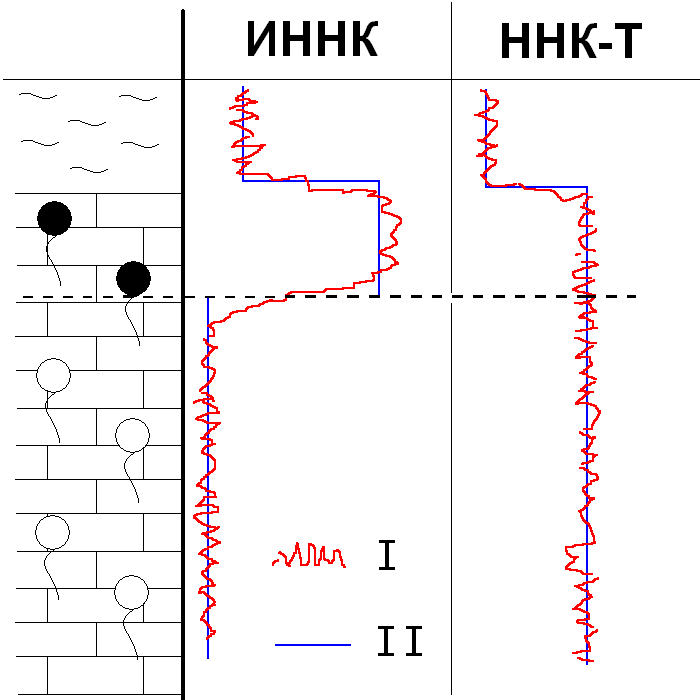
Сравнение ИННК и ННК. I — наблюдённая кривая, II — теоретическое поле. ИННК уверенно отбивает контакт воды с нефтью в трещиноватом карбонатном пласте. ННК-Т, при этом, определил только наличие самого пласта.

Импульсный нейтрон-нейтронный каротаж принципиально отличается от остальных тем, что породу облучают не непрерывным потоком нейтронов, а короткими вспышками — импульсами. В ответ регистрируют не столько сами нейтроны от породы, сколько исследуют их время жизни. По этому показателю породы принципиально отличаются.
Среднее время жизни надтепловых нейтронов зависит от содержания в породе поглотителей (хлора, например) и водорода. Возможные значения:
- 0,3-0,6 мс — данное время жизни характерно для пористых пластов, насыщенных пресной водой или нефтью
- 0,11-0,33 мс — данные значения характерны для пластов, насыщенных минерализованной водой
- 0,6-0,8 мс — по такому времени жизни можно говорить о том, что пласт насыщен природным газом

Благодаря такой достаточно чёткой разнице (по времени) на диаграммах ИННК удаётся не только отличить водяной пласт от нефтяного, но даже можно найти границу водонефтяного контакта (ВНК), если в пласте одновременно есть и вода, и нефть. Часто приходится искать и границу газа с нефтью (ГНК), в то время как ННК не способен эти границы различать.

## Комплексирование методов
По объективным причинам ни один метод геофизики не даёт полных и достоверных результатов. Поэтому одиночно их применять обычно нецелесообразно, из-за этого разные методы применяют вместе. Комбинируя полученную с их помощью информацию, можно более достоверно «расшифровать» содержимое недр.

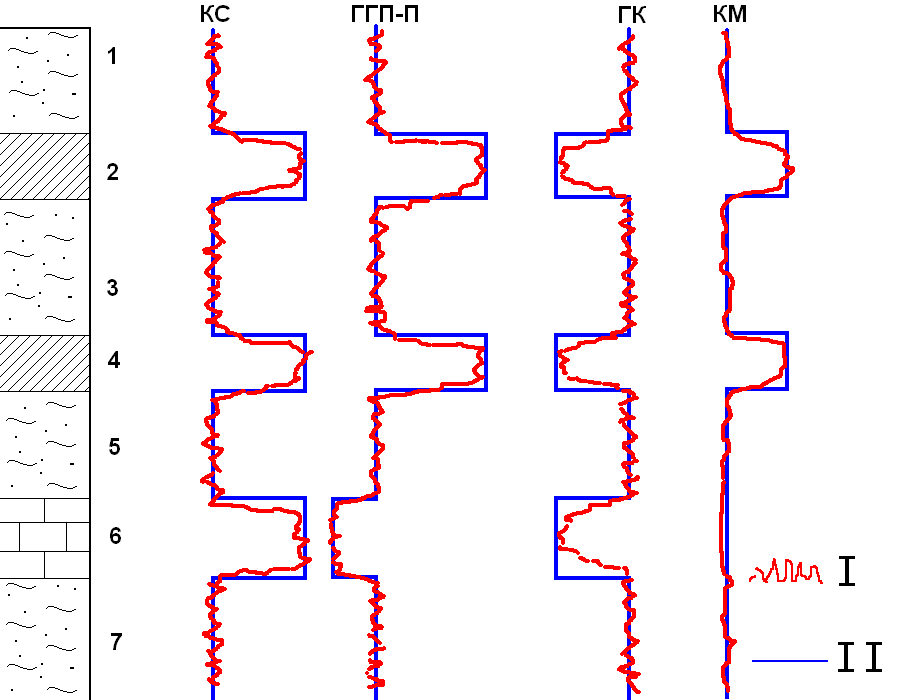
Выделение угольных пластов комплексом методов ГИС. I — наблюдённая кривая, II — теоретическое поле. Породы: 1, 3, 5 и 7 — суглинки, 2 и 4 — каменный уголь, 6 — известняк.

На приведённом разрезе возникает сложная геологическая задача — нахождение глубины залегания угольных пластов. Метод кажущегося сопротивления (КС) — это метод электрического каротажа, который не позволил без привлечения дополнительных изысканий отличить на данном разрезе каменный уголь от известняка (у обоих примерно одинаковые сопротивления при прочих равных условиях). Однако привлечение плотностного ГГК позволяет тут же выявить в разрезе известняк. Простой ГК также позволяет утвердиться в данной точке зрения, так как он хорошо реагирует на глинистость: в угольных пластах и в известняке нет глины, поэтому напротив них показания ГК проваливаются. Для сравнения также приведена диаграмма кавернометрии (КМ). В методе КМ измеряют диаметр скважины, который меняется по её глубине. Напротив хрупкого каменного угля стенки скважины при бурении разрушаются, поэтому диаметр скважины становится больше, а плотный известняк не поддался такому же разрушению, поэтому КМ его разрушений и не зафиксировала.

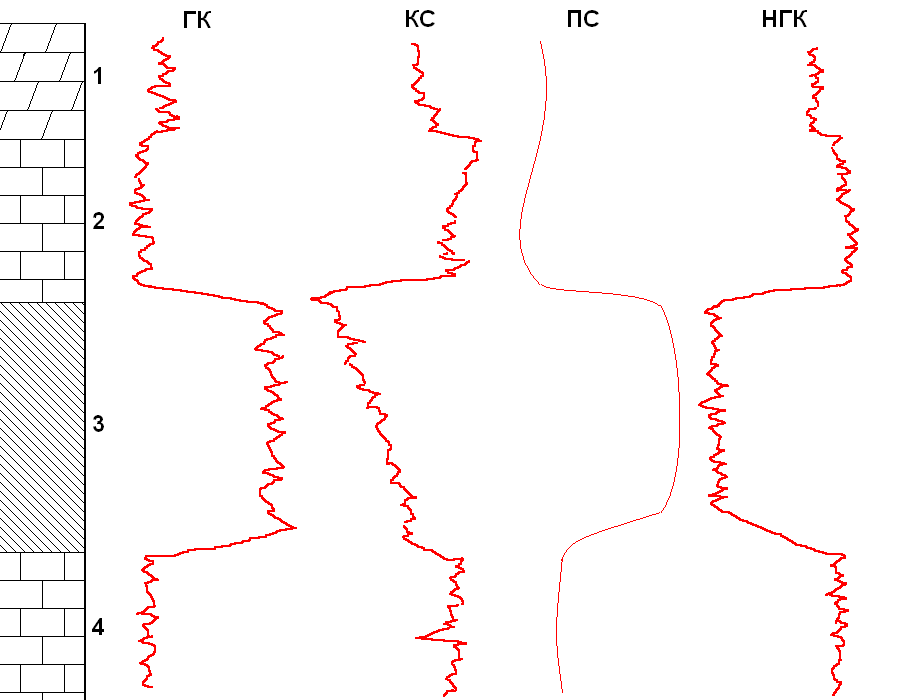
Выделение пласта бокситов комплексом методов ГИС. Породы: 1 — мергель, 2 и 4 — известняк, 3 — бокситы.

В данном разрезе обнаружен пласт бокситов, так как их естественная радиоактивность выше, чем у вмещающих пород, поэтому по ГК пласт выделяется максимумом. Метод КС прекрасно отбивает пласт пониженным сопротивлением, особенно его кровлю. Метод ПС (самопроизвольной поляризации) также выделяет поляризуемый пласт бокситов, а провал показаний НГК свидетельствует о высоком содержании водорода (в бокситах много гидроксидов алюминия).
Комплексирование методов позволяет существенно расширить функционал любого, даже самого простого метода. Особенно возрастает роль недорогого гамма-метода для выявления коллекторов, когда скважина заполнена буровым раствором. Удельное электрическое сопротивление этого раствора сопоставимо с сопротивлением пластовых вод. Метод ПС в этих условиях их плохо различает и данные ГК становятся основными для выделения коллектора.